# 李家弘
李家 弘（りのいえ ひろし、1893年（明治26年）3月23日 - 没年不明）は、日本の弁護士。大阪特殊製鋼取締役。

## 来歴
李家隆介の長男として生まれ、後に家督を相続する。1917年（大正6年）、東京帝国大学獨法科を卒業後、三井銀行に入行する。入行後は、本店本部外国課に勤務する。その後上海支店を経て、1924年（大正13年）大連主席出張員となり、1930年（昭和5年）3月外国営業部輸出係長に転じ、1932年（昭和7年）計算係長に就任した。
退行後は、大阪特殊製鋼取締役、日華製紙監査役を務めた。

## 人物
趣味はゴルフ。宗教は真宗。

## 家族
- 父・隆介（内務官僚、県知事）
- 弟・孝（三菱製鋼元取締役会長）